# Dolina Pozzatina
La Dolina Pozzatina è una dolina carsica situata nel comune di San Nicandro Garganico. La dolina, in parte di proprietà privata, ricade nel territorio del parco nazionale del Gargano.
Tra le tante doline del Gargano, quella di Pozzatina è la più imponente e spettacolare. La conca, profonda 132 metri, ha un perimetro superiore di 1.836 metri e un perimetro inferiore di 522 metri; queste nuove misure, rilevate dallo Speleo Team Montenero nel Settembre 2020, ne fanno la più grande dolina d'Europa e forse del Mondo.
Sul fondo, di forma pseudo-circolare, vi è un terreno coltivato assai fertile, con al centro una cavità adattata a pozzo di risorgenza, essendo il fondo impermeabile a causa del  terreno argilloso.
Il geosito, censito con il numero PU 306 del Catasto delle Grotte della Regione Puglia,  rappresenta una delle più vistose e spettacolari manifestazioni di carsismo epigeo sul promontorio del Gargano.
Le sue pareti sono interamente ricoperte da un  bosco di lecci e querce. L'inversione termica nelle doline può risultare notevolissima, con gradienti termici negativi che possono raggiungere e superare 1 °C/m. Le variazioni misurate a Pozzatina sono mediamente di 1 °C per ogni 14 metri di profondità. Quando al calare del sole tutta la dolina perde calore in maniera rapida e massiccia, nel giro di qualche ora si riempie di aria fredda. Tutto questo favorisce la crescita di piante che abitualmente vivono ad altitudini ben superiori.
All'interno della dolina ci sono tre cavità molto piccole: grotta Pozzatina PU 500, grotta d'interstrato Pozzatina PU 2066, grotta tonda Pozzatina PU 2067. Una stretta mulattiera permette di scendere fino al fondo dell'anfiteatro naturale.
Il sito si trova sulla SP 48 San Nicandro Garganico-San Marco in Lamis al 13º km; di qui, sulla destra, una stradina asfaltata conduce direttamente nei pressi della dolina, in una posizione sopraelevata vicino all'azienda agricola Siciliano, da cui inizia il sentiero per la discesa sul fondo della stessa.

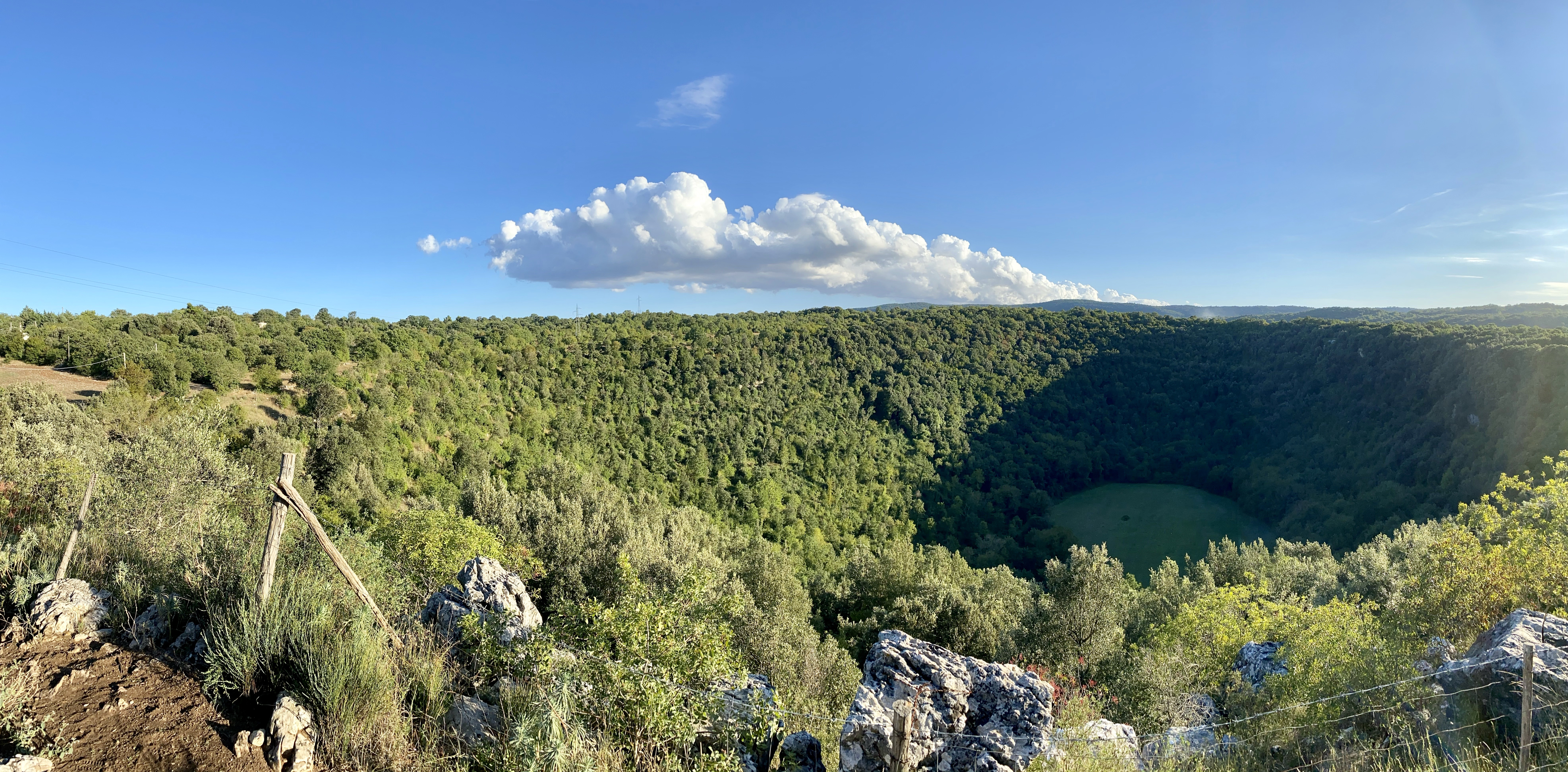
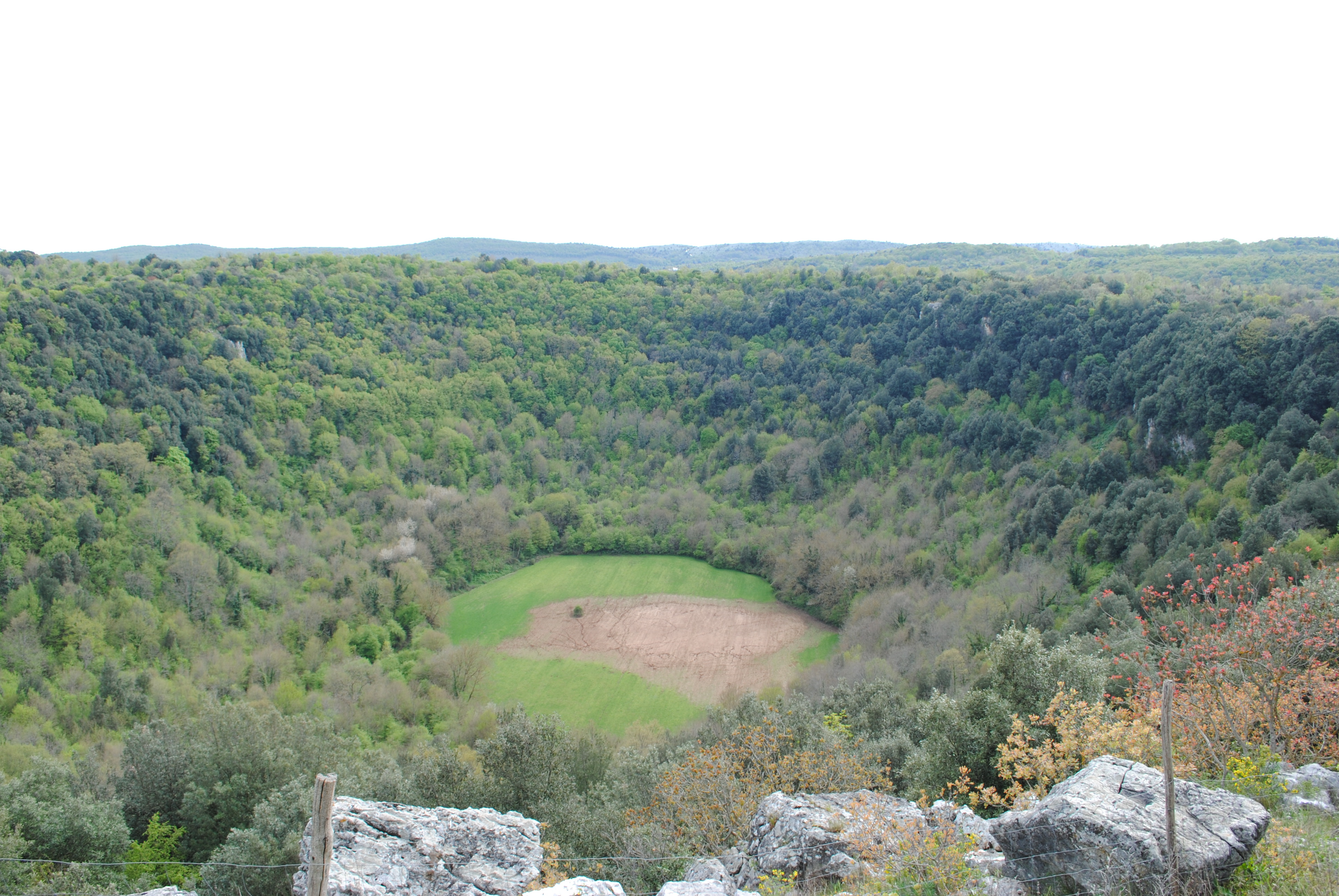
La dolina vista dall'alto